# Abendspielleitung
Eine Abendspielleitung sorgt für den richtigen Ablauf bei einer Theateraufführung. Sie ist in der Regel einem Regieassistenten oder beim Ballett einem Ballettmeister übertragen. 
Anhand des Regiebuchs und der Absprachen mit dem Regisseur oder Choreographen betreut und überwacht die Abendspielleitung vor allem die darstellenden Künstler und ist verantwortlich für das Aufrechterhalten der szenischen Qualität der Vorstellung. Sie arbeitet eng mit dem Inspizienten zusammen, der die technischen Aspekte einer Theatervorstellung im Hinblick auf exakte zeitliche Abläufe überwacht.
Wer die Abendspielleitung innehat, muss dafür sorgen, dass die Darsteller sich an die im Probenprozess erarbeiteten szenischen Vorgänge halten. Er muss eventuelle Einspringer in die Inszenierung einweisen und steht sogar in Notfällen selbst für erkrankte Darsteller auf der Bühne. Im Regelfall ist der Abendspielleiter derjenige Regieassistent, der die Probenphase des Stückes betreut hat.
Beim Musical im En-suite-Spielbetrieb mit längeren Serien gibt es hauptberufliche Abendspielleiter.